# 陳懷安
陳懷安（1997年4月29日—）是臺灣男子籃球運動員，場上主打控球後衛位置，現效力於台灣職業籃球大聯盟高雄全家海神。

## 生平
陳懷安是泰雅族人、宜蘭人，畢業於強恕高中、國立臺灣藝術大學，大三、大四時連莊大專籃球聯賽（UBA）公開一級助攻王，2019年8月在超級籃球聯賽新人選秀會第一輪獲得九太科技青睞，第十八季超級籃球聯賽結束後，陳懷安與其他高雄九太科技主力球員被轉移至T1聯盟高雄全家海神。2025年7月17日，高雄全家海神宣布與陳懷安續約三年。

## 外部連結
- 陳懷安在台灣職業籃球大聯盟官網
- 陳懷安在Eurobasket.com（球員）（英语）
- 陳懷安在Flashscore（英语）